# Mitgeria
|  | Per a altres significats, vegeu «Condomini». |

La mitgeria és un contracte (normalment agrícola) d'associació en el qual el propietari d'un terreny rural (anomenat concedent) i un agricultor que la treballa (mitger), es divideixen, generalment en parts iguals, el producte i les utilitats d'una finca agrícola. La direcció de la hisenda correspon al concedent.